# 29196 Dius
29196 Dius este o planetă minoră (asteroid), cu un diametru de 16,129 km, din Asteroid troian al lui Jupiter. A fost descoperită pe 19 decembrie 1990 la Michigan-Dartmouth-MIT Observatory⁠(d) de Richard P. Binzel. 
Obiectul prezintă o orbită caracterizată de o semiaxă mare de 5,2567843 UAi, o excentricitate de 0,05, o înclinație de 3,85324 ° în raport cu ecliptica.